# Coral World International
Coral World International ist ein Unternehmen mit Sitz in Ramat Gan, Israel, das sich darauf spezialisiert hat, Meeresparks zu entwickeln und zu betreiben. Mit derzeit vier Schauaquarien weltweit bietet das Unternehmen Einblicke in die Vielfalt der Unterwasserwelt. Zwei weitere Meeresparks, Ocean Berlin und der Tenerife Ocean Park, sind aktuell in Planung bzw. in der Bauphase.

## Geschichte und Hintergrund
Das Unternehmen wurde Mitte der 70er Jahre von dem israelischen Unternehmer Morris Kahn gegründet, inspiriert durch viele Tauchausflüge mit seiner Familie in Eilat – eine Stadt an der Südspitze Israels mit Zugang zum Roten Meer und dem Indischen Ozean.
Kahns Idee, Korallenriffe ohne Tauchen erlebbar zu machen, führte 1974 zur Gründung des Coral World Underwater Observatory in Eilat, dem ersten Projekt von Coral World International. Die Leitung des Unternehmens liegt heute bei Benjamin Kahn, Meeresbiologe und Sohn des Gründers.

## Standorte

### Coral World Underwater Observatory

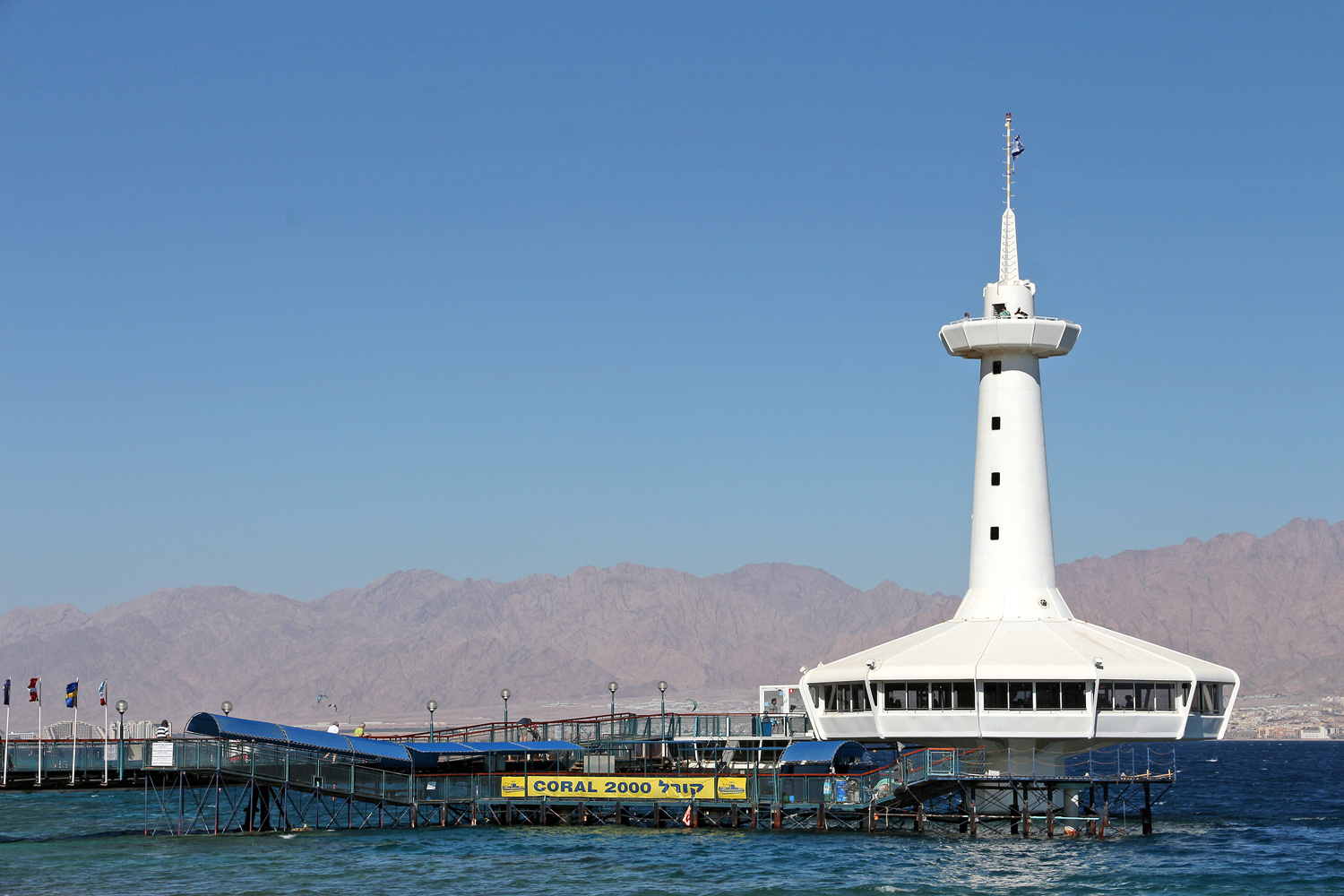
Blick auf das Coral World Underwater Observatory in Eilat

Das Coral World Underwater Observatory wurde 1975 in Eilat am Roten Meer eröffnet. Es zeigt Wassertiere in Schaubecken und ermöglicht zusätzlich das Beobachten von wildlebenden Wassertieren an der Küste. Besucher können durch große Glasscheiben die Unterwasserwelt des Roten Meeres mit seinem Korallenriff bis zu sechs Meter unter der Wasseroberfläche beobachten. Die Tiere werden nicht durch Netze oder andere Barrieren auf Sichtweite gehalten, sondern bewegen sich völlig frei und ungehindert. Es werden auch Touren mit Glasbodenbooten angeboten, um die Tiere von oben beobachten zu können.

### Maui Ocean Center

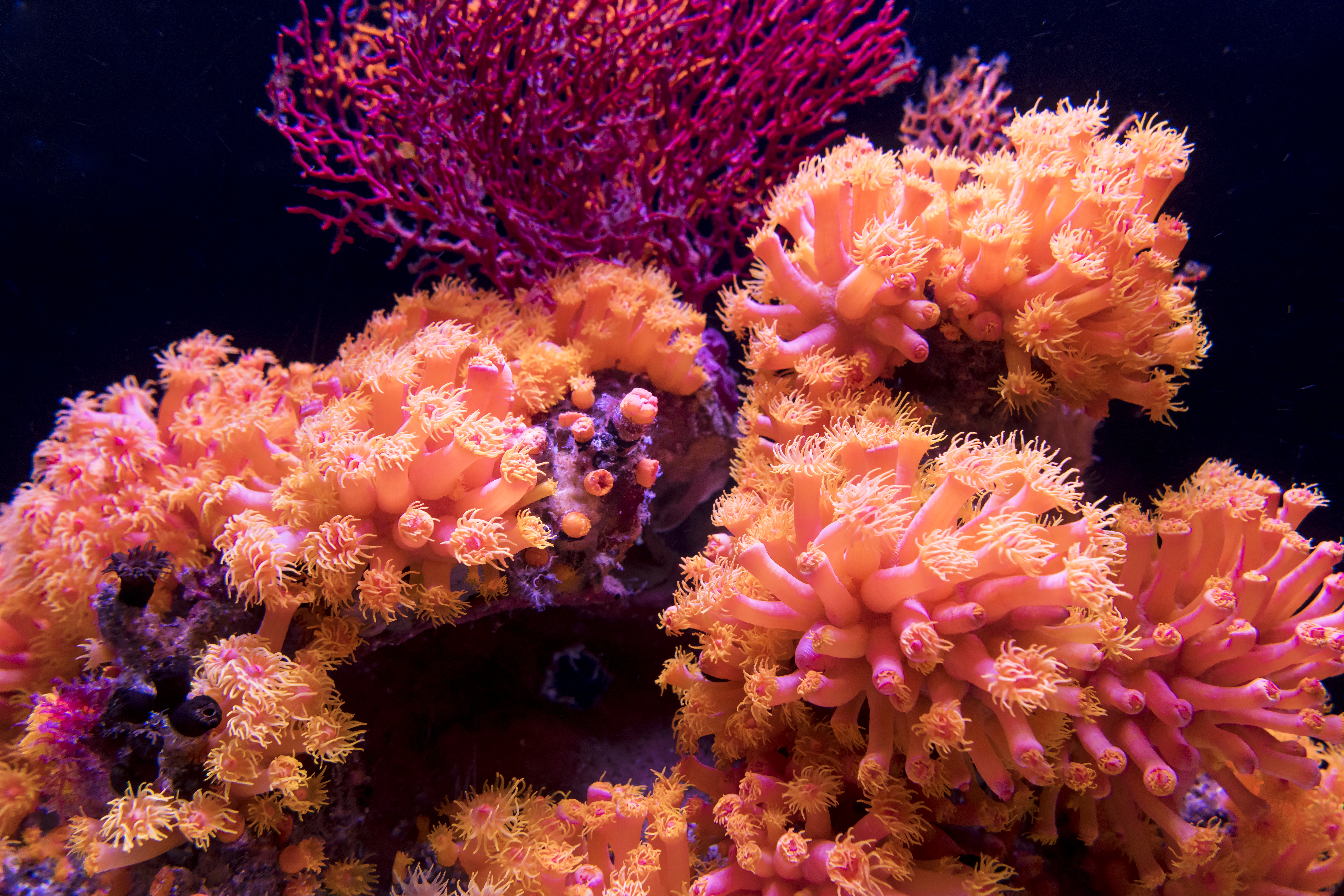
Buntes Korallenriff im Maui Ocean Center

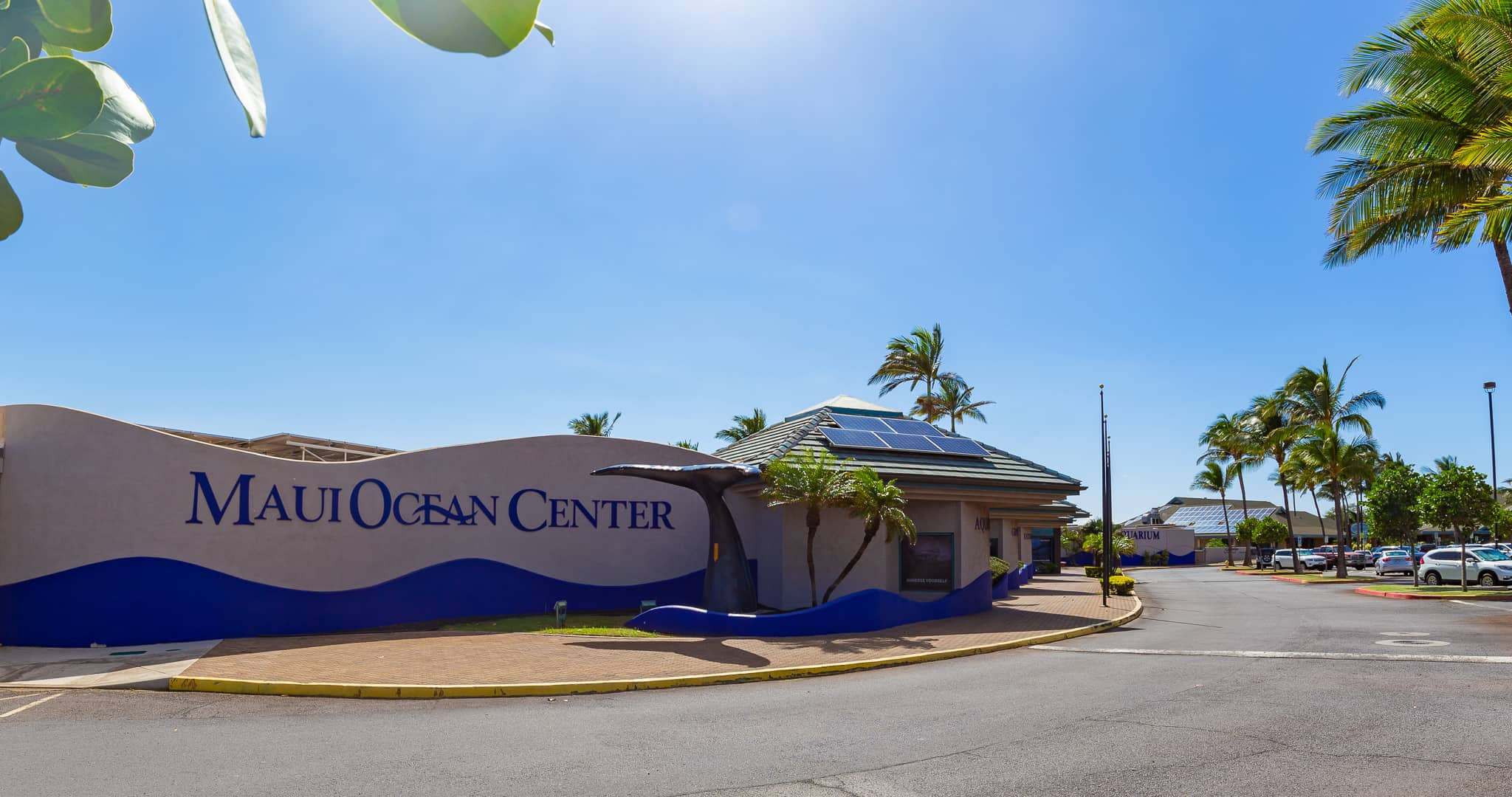
Das Maui Ocean Center, eröffnet 1998, beherbergt eine der größten Korallensammlungen aus dem Pazifik.

Das Maui Ocean Center auf der hawaiianischen Insel Maui eröffnete im Jahr 1998. Unter den einheimischen Lebewesen, die dort gezeigt werden, befinden sich auch Arten, die nur in den hawaiianischen Gewässern anzutreffen sind. Das Maui Ocean Center beherbergt eine umfassende Sammlung lebender Korallen und bietet zahlreiche Bildungsinitiativen an. Die Tierbetreuung innerhalb des Zentrums erfolgt in strikter Übereinstimmung mit den Vorgaben und Bewilligungen des Hawaii Department of Land and Natural Resources (DLNR).

### AQWA
1988 wurde in Perth, Australien, das Unterwasseraquarium AQWA (Aquarium of Western Australia) eröffnet. Dieses Aquarium zeigt ausschließlich Meerestiere aus Westaustralien, von den eisigen Gewässern des Südlichen Ozeans bis zu den nördlichen Regionen des Bundesstaates. Australiens größtes Einzelaquarium, AQWA's „Shipwreck Coast“, hat ein Fassungsvermögen von drei Millionen Litern fließendem Meerwasser und einen fast 100 Meter langen Unterwassertunnel.

### Palma Aquarium

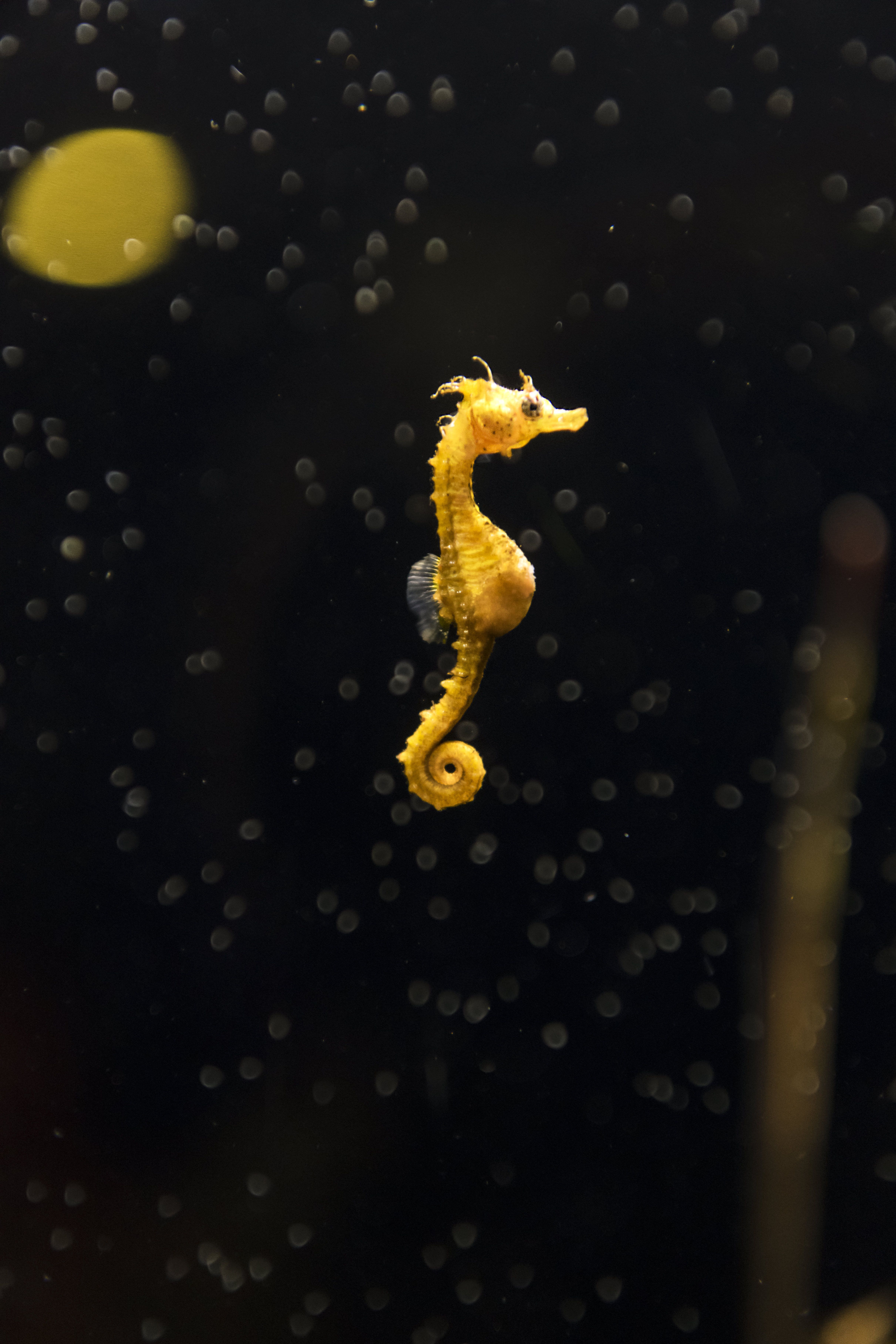
Seepferdchen im Palma Aquarium

Im Jahr 2007 wurde das Palma Aquarium auf Mallorca, Spanien, eröffnet. Das Aquarium beherbergt nach eigenen Angaben die größte lebende Korallensammlung in Europa und ist international für sein Engagement in der Zucht von Korallenriffen bekannt. Die Sammlung umfasst diverse Meereslebewesen aus verschiedenen Teilen der Welt und weist ein stabiles ökologisches Gleichgewicht auf. Besuchern werden zudem interaktive Ausstellungen angeboten.
Seit Juni 2014 arbeitet das Palma Aquarium in Kooperation mit dem Balearischen Umweltschutzkonsortium COFIB und dem spanischen Umweltministerium daran, den Schutz der Meeresfauna der balearischen Inseln zu stärken. Zu diesem Zweck wurde ein spezielles Zentrum zur Erholung und Rehabilitation der registrierten Meeresfauna ins Leben gerufen, das sich insbesondere der Unterstützung gefährdeter Arten widmet. Das Aquarium kümmert sich um gestrandete Meeresschildkröten und Wale entlang der Küste von Mallorca. Dank dieser Initiative können schnelle Rettungsmaßnahmen für verletzte oder gefährdete Tiere eingeleitet werden.
Neben der lokalen Unterstützung koordiniert das Aquarium auch die Arbeitsgruppen auf den benachbarten Inseln Ibiza, Formentera und Menorca, um gemeinsam den Schutz der Meeresfauna der Balearen zu fördern.

### Ocean Berlin (in Planung)
Ocean Berlin ist ein weiteres Ozeanarium, das derzeit unter der Regie von Coral World International am Rummelsburger See in Berlin auf dem Gelände des früheren Sportplatzes Kynaststraße gebaut wird. Nach dem Vorbild der anderen Ocean Parks soll in Lichtenberg eine Einrichtung entstehen, die vor allem "anschaulich über die Folgen des Klimawandels aufklären und gleichzeitig einen attraktiven kleinen, öffentlichen Park am Paul-und-Paula-Ufer schaffen wird. Geplant sind auch kostenlose Angebote an Interessierte wie Workshops und Führungen für Schulklassen. Eröffnung wird frühestens Ende 2025 sein.
Der Bau des Aquariums geriet in die Diskussion, nachdem am 16. Dezember 2022 das 16 Meter hohe Aquarium AquaDom in Berlin zerplatzte. Das Unternehmen gab bekannt, die neuen Sicherheitsbedenken berücksichtigt zu haben. Bereits eine Klage der Initiative Bucht für alle und der Naturfreunde Berlin gegen den Bebauungsplan wurde vom Oberverwaltungsgericht im Februar 2022 abgewiesen. Die Initiative hatte außerdem 40.000 Unterschriften gegen die geplante Bebauung gesammelt.

## Kritik
Die gemeinnützige Organisation For the Fishes beschuldigt das Maui Ocean Center Aquarium wiederholt gegen staatlich erteilte Genehmigungen zur Fischentnahme aus dem Ozean verstoßen zu haben. Eine Überprüfung der Einhaltung der Vorschriften durch For the Fishes für die Sondergenehmigung des Zentrums für 2022–2023 identifizierte 91 Fälle unsachgemäßer Meereslebewesen-Entnahmen, mit einer gemeldeten Sterblichkeitsrate von über 50 % innerhalb eines Jahres nach dem Fang. Im Zeitraum 2021–2022 sammelte das Maui Ocean Center 802 Fische; bis zum Ende des Genehmigungsjahres waren 548 (68 %) gestorben und 14 (weniger als 2 %) in den Ozean zurückgeführt worden. Trotz dieser Erkenntnisse verlängerte die zuständige Behörde Division of Aquatic Resources im Juni 2024 die Genehmigung des Aquariums und erhöhte die erlaubte Fischentnahme auf 1.381 Exemplare – die umfangreichste derartige Genehmigung im Staat Hawaii – und führte eine Klausel für „opportunistische Entnahmen“ ein, die nachträgliche Genehmigungen für die Entnahme nicht regulierter Meereslebewesen erlaubt.